# 莫安達
莫安達（法語：Moanda）是西非國家加蓬的城鎮，位於該國西南部上奧果韋省，距離剛果共和國邊境約100公里，是全球最大的錳礦生产基地之一，每年出口350萬噸錳，当地曾有與刚果共和国相连结的索道，用于锰矿外输，但已经废弃。2010年人口39,298。